# Monaghan
Monaghan (en irlandés Muineachán) es la cabecera del Condado de Monaghan, Irlanda. Según el censo de 2006, su población es de 6 710 habitantes.

## Etimología
El nombre en irlandés, Muineachán, deriva del diminutivo de la forma plural de la palabra muine, cuya acepción principal es «matorral», pero también puede significar «colina». Patrick Joyce Weston lo interpreta como «lugar lleno de pequeñas colinas o matorrales», mientras que la interpretación más usual de los lugareños es «tierra de las pequeñas colinas», en referencia a los numerosos drumlin de la zona.

## Escudo de armas
El escudo de armas de la ciudad de Monaghan consiste en un castillo de plata con el escudo de Úlster en primer plano sobre campo de azur. El escudo de Úlster es simple, una mano roja sobre campo de oro. La mano roja es frecuente encontrarla en otros escudos de dicha provincia y se cree que es el símbolo de la familia O'Neill, quienes lo habrían adoptado luego de la batalla de Clontibret donde las fuerzas de Hugo O'Neill lograron rechazar a las de la Corona inglesa, que pretendían imponerse en la región.

## Historia

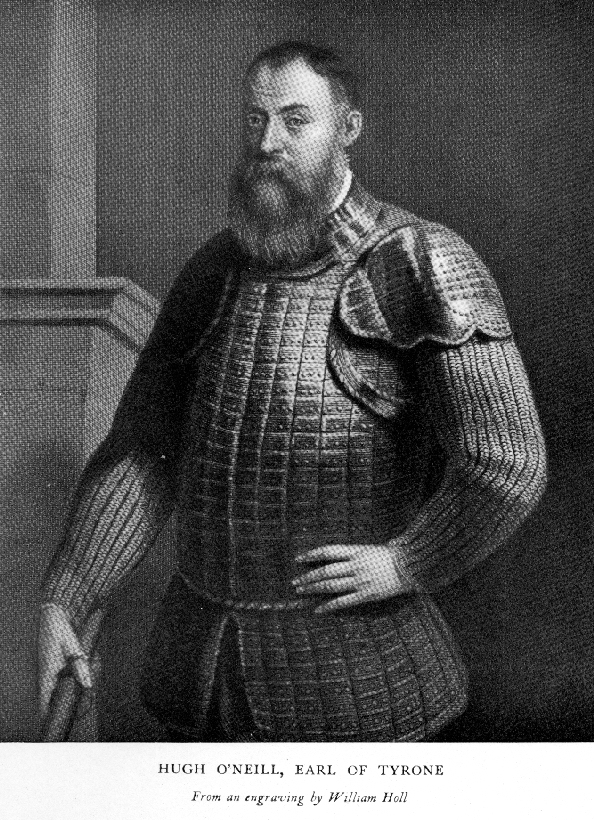
Hugo O'Neill, grabado del siglo XIX

En septiembre de 1591, el territorio del actual Monaghan pasó a manos de Hugo O'Neill al arrebatárselo a la familia MacMahon, luego de que el líder de dicha familia fuese ahorcado por las autoridades del gobierno de Dublín. Este incidente fue uno de los que llevó a la guerra de los Nueve Años y la reconquista Tudor de Irlanda. Como parte de este conflicto, entre el 25 y 27 de marzo de 1595 se disputó la batalla de Clontibret que culminó con la victoria de las tropas de Hugo O'Neill sobre las de la reina Isabel I de Inglaterra, siendo la primera gran derrota inglesa del conflicto.
En la Colina de Lech se ubica el Cerro de la Piedra que era la piedra de coronación de los MacMahon. Situado a cinco kilómetros al sudoeste de Monaghan, el petrosomatoglifo se utilizó por última vez en 1595, pero fue destruido por un granjero en 1809.
Entre 1825 y 1842 se construyó el Canal de Úlster, que atraviesa Monaghan uniendo el río Blackwater en Moy con el río Erne, cerca de Clones. Al momento de finalizarse la obra ya estaba en construcción el ferrocarril de Úlster, que entraba en competencia directa con el canal. Debido a que nunca fue un éxito comercial, fue abandonado oficialmente en 1931.
El ferrocarril de Úlster llegó a Monaghan en 1858, uniendo la villa con Armagh y Belfast. En 1863 llegó el ferrocarril el ferrocarril de Irlanda del Norte Occidental, para unir la villa con Clones. Estas vías férreas formaron parte del Gran ferrocarril del norte en 1876. La partición de Irlanda en 1922 convirtió la frontera con el Condado de Armagh en un límite internacional, tras lo cual los trenes se retrasaron de forma rutinaria por las inspecciones aduaneras. En 1957, el gobierno de Irlanda del Norte creó la Junta GNR para cerrar la línea entre Portadown y la frontera, ofreciendo también una opción para retirar los servicios de pasajeros entre la frontera y Clones. La compañía Córas Iompair Éireann se hizo cargo de la sección restante de la línea entre Clones, Monaghan y Glaslough en 1958. Pero se retiraron los servicios entre Monaghan y Glaslough en 1959, y entre Clones y Monaghan en 1960, dejando a la villa sin servicio ferroviario.
En el contexto de la guerra de Independencia irlandesa, y en plena ola revolucionaria europea (1917-1923), se proclamó en 1919 el sóviet de Monaghan, el primero en el territorio del Reino Unido de Gran Bretaña e Irlanda. Éste se llevó a cabo en el asilo de enfermos mentales local (Monaghan Lunatic Asylum). Incidente que fue ridiculizado por el parlamentario Joseph Devlin, del Partido Parlamentario Irlandés, al afirmar en la Cámara de los Comunes que «las únicas instituciones que funcionan con éxito en Irlanda son los manicomios».
El 17 de mayo de 1974, un lealista de Úlster hizo estallar enfrente del pub Greacen's un coche bomba en la hora pico de la tarde matando a siete personas e hiriendo a una decena. El vehículo utilizado había sido robado esa misma tarde en Portadown y causó grandes daños en el tejido vial de la ciudad con North Road y la calle Mill entre las zonas más afectadas. Este fue uno de los incidentes del conflicto de Irlanda del Norte. Tres bombas explotaron en el mismo día en Dublín, en lo que es conocido como los atentados de Dublín y Monaghan. El grupo paramilitar lealista Fuerza Voluntaria del Úlster se atribuyó los atentados en 1993. En 2004, con motivo del trigésimo aniversario, la presidenta Mary McAleese inauguró un monumento a las víctimas. El cual consiste en una columna de piedra arenisca y metal que contiene siete pozos de luz que llevan los nombres de cada una de las víctimas fatales. Fue diseñado por Ciaran O'Cearnaigh.

## Gobierno

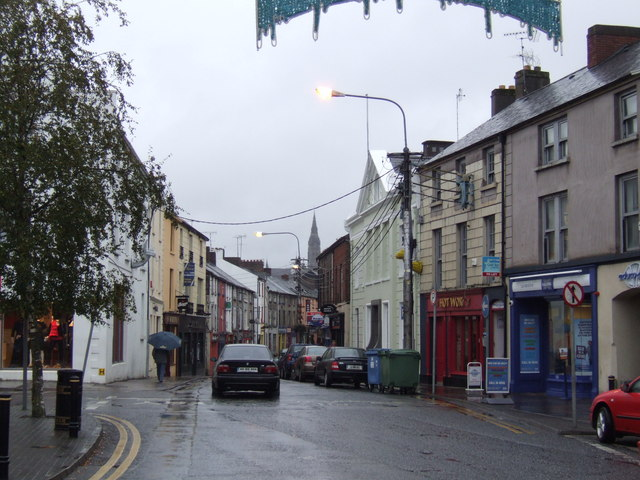
Dublin Street en Monaghan.

El gobierno local lo ejerce el Consejo del Condado Monaghan, el cual consiste en veinte miembros que se renuevan cada cinco años y es presidido por un alcalde. La villa forma parte de la circunscripción de Monaghan para las elecciones locales y la Cavan–Monaghan para la Asamblea de Irlanda.
Los últimos comicios (Elecciones locales de Irlanda de 2009) se realizaron el 5 de junio de 2009, en los cuales se reeligió a Robbie Gallagher como alcalde. Hasta el 2014 la mayoría del consejo lo ostenta el partido Sinn Féin, representante de la izquierda republicana, con siete escaños; seguido por el partido conservador Fine Gael, con seis escaños; el partido conservador liberal Fianna Fáil posee cinco escaños y dos más se encuentran ocupados por candidatos independientes. De ellos, siete fueron elegidos por la villa de Monaghan.[actualizar]

## Economía
A mediados del siglo XX, Monaghan tenía una industria de fabricación de muebles próspera. Sin embargo, desde 1990 ésta ha disminuido mucho bajo la influencia de la competencia global. Aun así, los principales fabricantes de muebles, como Rossmore Furniture (quien toma el nombre del Rossmore Forest Park, situado a las afueras de la ciudad), continúan operando desde allí. Así como Kingspan Century, la mayor manufacturera de casas de madera de Europa, quienes a su vez también tienen una importante línea de producción de muebles.
En la rama industrial se destacan Moffett y Combilift, líderes del mercado de manipulación de materiales de la isla.
A su vez existe un proyecto para impulsar el turismo a partir de la eventual reapertura del Canal de Úlster. Lo que permitiría desplazarse por vía fluvial desde ciudades en Irlanda del Norte, como Newry, a lugares tan al sur como en Limerick o Dublín.

## Cultura

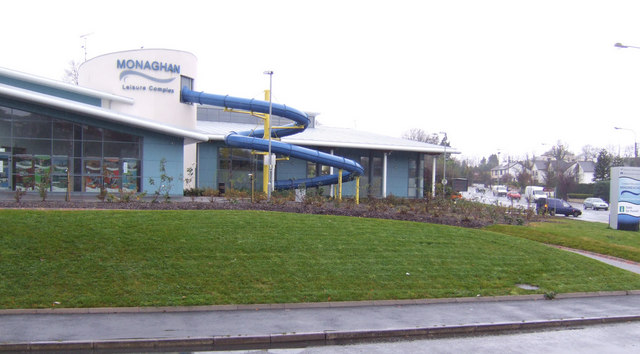
Monaghan Leisure Complex, construido en 2005.

Monaghan es la sede del festival de blues más importante de Irlanda, el Harvest Time Blues. El cual se desarrolla cada mes de septiembre.
En 1969 se celebró allí el primer Fiddler of Oriel Muineachán Competition (también conocido como Féile Oriel), el cual regresó en 2009 para celebrar su cuadragésimo aniversario. Este festival se lleva a cabo cada Bank holiday de mayo.
El Museo del Condado Monaghan (Monaghan County Museum), fundado en 1974, es uno de los principales museos provinciales de Irlanda, el cual recibió el prestigioso Council of Europe Award en 1980. El edificio está construido en piedra y es de mediados de la época victoriana. Tiene tres plantas y anteriormente poseía dos casas de pueblo independientes, sobre Hill Street. Su objetivo es dar a conocer a sus visitantes la historia del condado de Monaghan y su población.
La ciudad es la sede del club deportivo Monaghan United F.C., de la Liga irlandesa de fútbol.

## Arquitectura

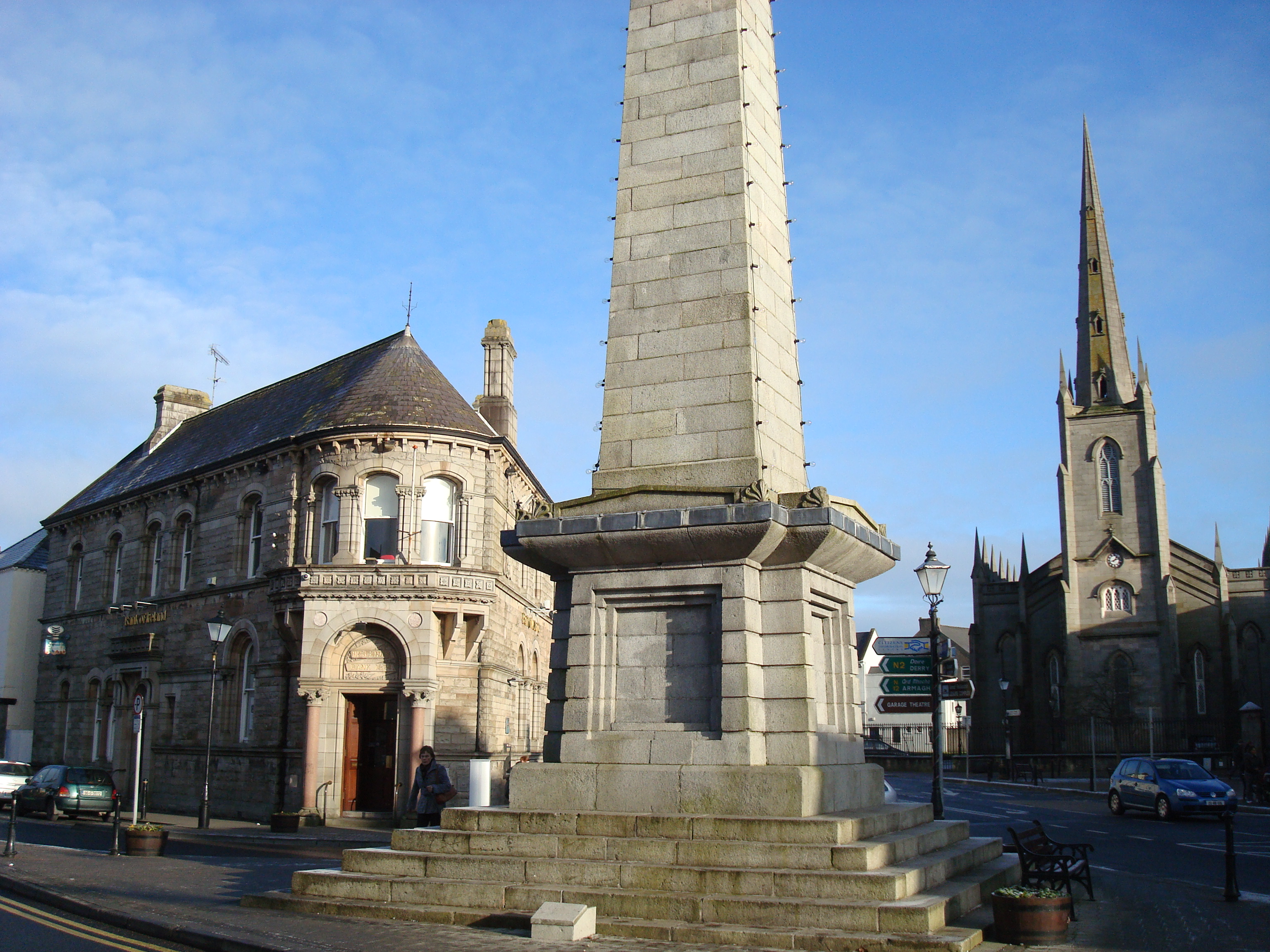
Vista de la plaza de la iglesia

El centro de la ciudad se compone de cuatro plazoletas cuadradas interconectadas: la plaza del mercado, la plaza de la iglesia, el diamante y la plaza de la Cruz Vieja. En torno a ellas se concentran las construcciones más antiguas de la villa.
El rasgo arquitectónico más antiguo que perdura hoy en día es la «Cruz Antigua», ubicada en la plaza de la Cruz Antigua y que data del siglo XVII. No se trata realmente de una cruz, sino que forma parte de un reloj de sol. Se encontraba originalmente en el diamante, el centro tradicional de la ciudad, y era utilizado como sitio especial para la fijación de proclamas. En 1876 se trasladó a su actual ubicación, para permitir la construcción del edificio Rossmore Memorial. Dos edificios persisten desde el siglo XVIII, Aviemore House, construido en 1760, ubicado en Mill Street y el muy elegante Market House, de 1792, ubicado en la plaza del Mercado.
Lo que destaca a Monaghan es la calidad de su arquitectura del siglo XIX, principalmente de estilo victoriano. De arquitectura victoriana destaca el palacio de justicia, ubicado en la plaza de la iglesia, construido en 1830 por obra del arquitecto Joseph Welland. Tiene fachada de piedra arenisca con columnas dóricas que soportan una frontón que lleva las armas reales de la casa de Hannover. El Memorial Rossmore es un monumento dedicado a Henry Westenra, barón de Rossmore, quien murió en un accidente de caza en 1874. La obra fue levantada en 1876 y emplazada en el diamante, luego de mover la Cruz Antigua. Es de forma octogonal, con columnas de mármol en el centro soportando una fuente. A su alrededor, ocho columnas grises soportan la superestructura, que se eleva hasta una cúpula. La cúpula está coronada por una aguja sostenida por más columnas. Las ocho cartas de Rossmore están espaciadas alrededor del monumento. La Catedral de San Macartan es de estilo neogótico y El edificio cuenta con un delicado rosetón y una torre impresionantemente alta, que tomó treinta años finalizar, ya que las obras comenzaron en 1861 y se dieron por concluidas en 1892. Otros edificios victorianos destacables son el Banco de Irlanda, la iglesia de San Patricio, el Obelisco Dawson, la antigua estación de ferrocarril, el Orange Hall, en North Road, y el Hotel Westenra, ubicado en el diamante.